# Antonio Pérez de la Mata
Antonio Pérez de la Mata (1842, Castilfrío de la Sierra, Sòria - † 1900, Sòria) fou un pedagog, filòsof i sacerdot espanyol. Sacerdot compromès amb la filosofia krausista, catedràtic a Sòria i autor d'alguns llibres de metafísica i un parell de tractats sobre la quadratura del cercle. L'1 d'octubre del 1910 se li reté un homenatge públic organitzat per Manuel Hilario Ayuso, catedràtic republicà d'El Burgo de Osma, en què també participà amb un discurs glossant els ideals de la Institució Lliure d'Ensenyament, el poeta Antonio Machado.